# Alexander Ødegaard
Pour les articles homonymes, voir Odegaard.
Alexander Ødegaard est un footballeur international norvégien né le 13 septembre 1980 à Voss. Pouvant évoluer au poste de milieu offensif ou d'attaquant, il joue actuellement avec Førde IL, en troisième division norvégienne.

## Palmarès

### En club
Avec Førde IL
- Champion de la quatrième division norvégienne en 2012

### Distinction personnelle
- Élu meilleur attaquant du championnat norvégien en 2004[2]

## Statistiques

### Statistiques détaillées par saison
Le tableau ci-dessous récapitule les statistiques en match officiel d'Alexander Ødegaard :
| Saison                | Club                  | Championnat           | Championnat | Championnat | Coupe(s) nationale(s) | Coupe(s) nationale(s) | Compétition(s) continentale(s) | Compétition(s) continentale(s) | Compétition(s) continentale(s) | Total | Total |
| Saison                | Club                  | Division              | M.          | B.          | M.                    | B.                    | Comp.                          | M.                             | B.                             | M.    | B.    |
| 1999                  | Sogndal               | 2                     | 6           | 3           | -                     | -                     | -                              | -                              | -                              | 6     | 3     |
| 2000                  | Sogndal               | 2                     | 24          | 9           | 2                     | 1                     | -                              | -                              | -                              | 26    | 10    |
| 2001                  | Sogndal               | 1                     | 24          | 8           | 4                     | 2                     | -                              | -                              | -                              | 28    | 10    |
| 2002                  | Sogndal               | 1                     | 21          | 3           | 2                     | 0                     | -                              | -                              | -                              | 23    | 3     |
| 2003                  | Sogndal               | 1                     | 25          | 7           | 4                     | 6                     | -                              | -                              | -                              | 29    | 13    |
| 2004                  | Sogndal               | 1                     | 25          | 15          | 3                     | 0                     | -                              | -                              | -                              | 28    | 15    |
| 2005                  | Rosenborg BK          | 1                     | 17          | 4           | 4                     | 4                     | C1                             | 6                              | 1                              | 27    | 9     |
| 2006                  | Viking FK             | 1                     | 23          | 3           | 3                     | 3                     | -                              | -                              | -                              | 26    | 6     |
| 2007                  | Viking FK             | 1                     | 21          | 5           | 4                     | 3                     | -                              | -                              | -                              | 25    | 8     |
| 2008                  | Viking FK             | 1                     | 24          | 5           | 1                     | 1                     | C3                             | 4                              | 0                              | 29    | 6     |
| 2009                  | Viking FK             | 1                     | 25          | 1           | 3                     | 0                     | -                              | -                              | -                              | 28    | 1     |
| 2010                  | Viking FK             | 1                     | 25          | 2           | 4                     | 0                     | -                              | -                              | -                              | 29    | 2     |
| 2010-2011             | FC Metz               | 2                     | 5           | 1           | 1                     | 0                     | -                              | -                              | -                              | 6     | 1     |
| 2011-2012             | FC Metz               | 2                     | 8           | 0           | -                     | -                     | -                              | -                              | -                              | 8     | 0     |
| 2012                  | Førde IL              | 4                     | 10          | 7           | -                     | -                     | -                              | -                              | -                              | 10    | 7     |
| 2013                  | Førde IL              | 3                     | 24          | 11          | -                     | -                     | -                              | -                              | -                              | 24    | 11    |
| 2014                  | Førde IL              | 3                     | 23          | 7           | 1                     | 0                     | -                              | -                              | -                              | 24    | 7     |
| 2015                  | Førde IL              | 3                     | 17          | 4           | 1                     | 0                     | -                              | -                              | -                              | 18    | 4     |
| Total sur la carrière | Total sur la carrière | Total sur la carrière | 347         | 95          | 37                    | 20                    | -                              | 10                             | 1                              | 394   | 116   |

### But en sélection
| No | Date            | Stade, ville, pays              | Adversaire | Résultat | Compétition                             |
| -- | --------------- | ------------------------------- | ---------- | -------- | --------------------------------------- |
| 1  | 13 octobre 2004 | Ullevaal Stadion, Oslo, Norvège | Slovénie   | V 3-0    | Éliminatoires de la Coupe du monde 2006 |